# Plastik
Plastik (ted. "Plastica") è il sesto album del gruppo tedesco OOMPH!.
La copertina rappresenta metà viso di una donna bionda dagli occhi azzurri, il quale continua anche nel retro dell'album, dove si trova l'altra metà dello stesso viso invecchiato.
Con questo album, la band cambia notevolmente il suo modo di suonare, utilizzando riff di chitarra e batteria più lenti ed incisivi e voci decisamente più calme e morbide rispetto ai precedenti album.

## Tracce
1. Das weisse Licht
2. Kennst Du Mich?
3. Scorn
4. Keine Luft Mehr
5. Hunger
6. Nothing Is Real
7. Mein Traum
8. Always
9. Goldenes Herz
10. I Come Alive
11. Fieber
12. My Own Private Prison
13. Das Weisse Licht (Refraction)